# Den Kongelige Livgarde

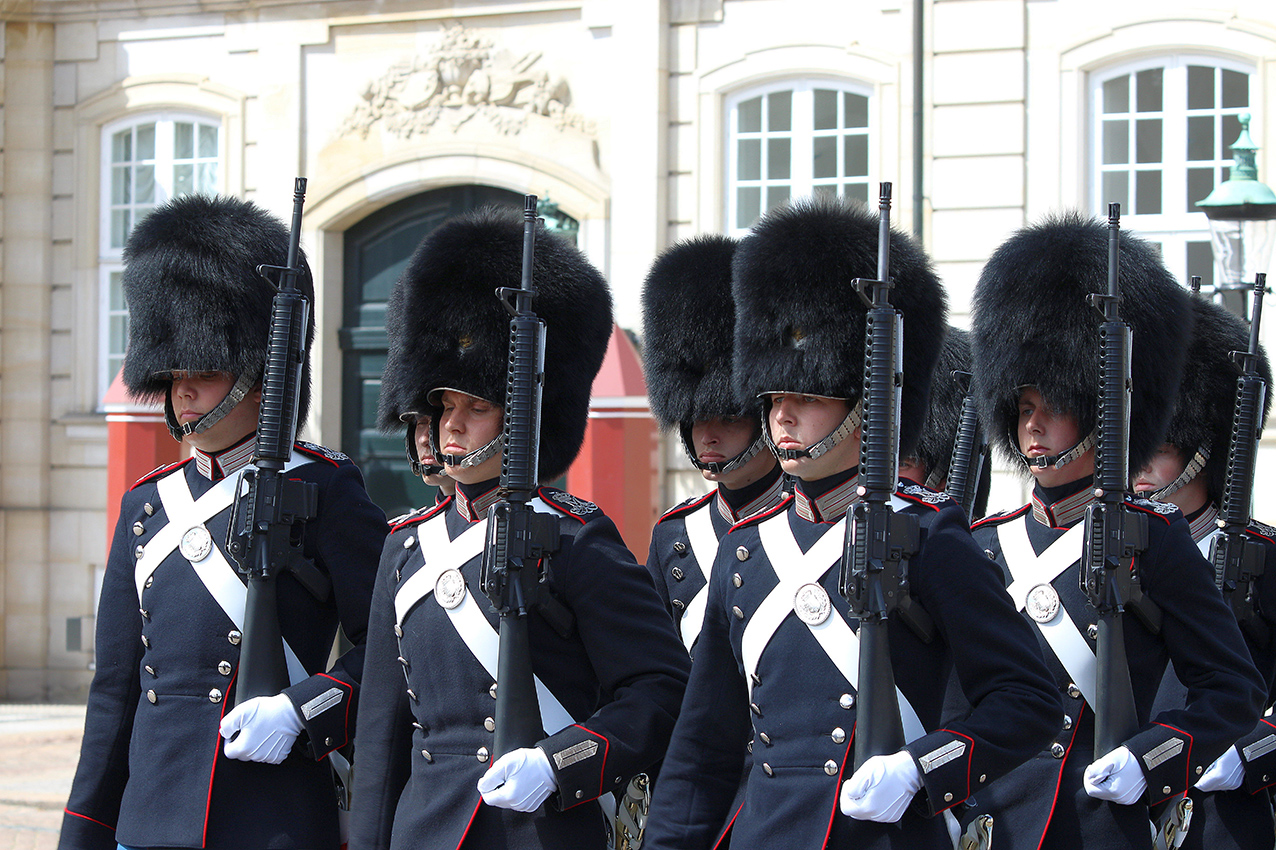
Wachablösung der Königlichen Leibgarde

Den Kongelige Livgarde (dt.: Die Königliche Leibgarde) ist ein Regiment der Dänischen Armee. Der Verband dient sowohl als reguläres Infanterieregiment als auch zusammen mit dem Gardehusarregimentet als Teil der Garde des dänischen Königshauses. Er ist in zwei Kasernen (Gothersgade in Kopenhagen und Høvelte) untergebracht.

## Geschichte
Die Leibgarde wurde 1658 von König Friedrich III. als reguläres Infanterie- und Leibgarderegiment gegründet. Neben dem Infanterieverband, genannt Leibgarde zu Fuß, gab es von 1661 bis 1866 einen zusätzlichen Kavallerieverband, der als Berittene Garde bezeichnet wurde. Des Weiteren gab es die Drabantgarden (Trabantengarde) und das Grenaderkorpset (Grenadierkorps), beide Einheiten wurden 1663 mit der Leibgarde zu Fuß verschmolzen.
Ihre Feuertaufe erhielt die Kongelige Livgarde bei der Belagerung von Kopenhagen 1658–59, anschließend nahm sie am Schonischen Krieg, Großen Nordischen Krieg, Theaterkrieg und an den Koalitionskriegen (Dänisch-Schwedischer Krieg), Erster Schleswig-Holsteinischen Krieg und Zweiter Schleswig-Holsteinischen Krieg teil.
Im Zweiten Weltkrieg verteidigte das Regiment bei der Besetzung Dänemarks das Schloss Amalienborg am 9. April 1940 gegen die deutsche Wehrmacht und war am 29. August 1943 an den Scharmützeln bei der damaligen Verhängung des Ausnahmezustandes beteiligt.
Während des Kalten Krieges nahm der Verband regelmäßig an Manövern der NATO und an UN-Friedensmissionen (140 Soldaten einer Panzerkompanie bei der KFOR) und am Irakkrieg (140 Soldaten einer Panzergrenadierkompanie) teil.
Am 6. Juli 2016 marschierte das Tambourkorps der Königlich Dänischen Leibgarde musizierend durch die Flensburger Innenstadt, wo ihr Oberbürgermeister Simon Faber und die Bevölkerung einen herzlichen Empfang bereitete. Auf diese Weise warben die Gardisten erstmals für das anstehende Sonderburger Ringreiterfest, neben dem in Aabenraa eines der größten Feste dieser Art.

## Auftrag
Das Regiment versieht den Objektschutz in Schloss Amalienborg und Schloss Rosenborg. Weitere Wachobjekte sind die Schlösser Fredensborg, Marselisborg, Gråsten, Christiansborg sowie weitere Orte in Dänemark. In einem möglichen Kriegsfall soll das Regiment die dänische Hauptstadt Kopenhagen verteidigen.

## Organisation

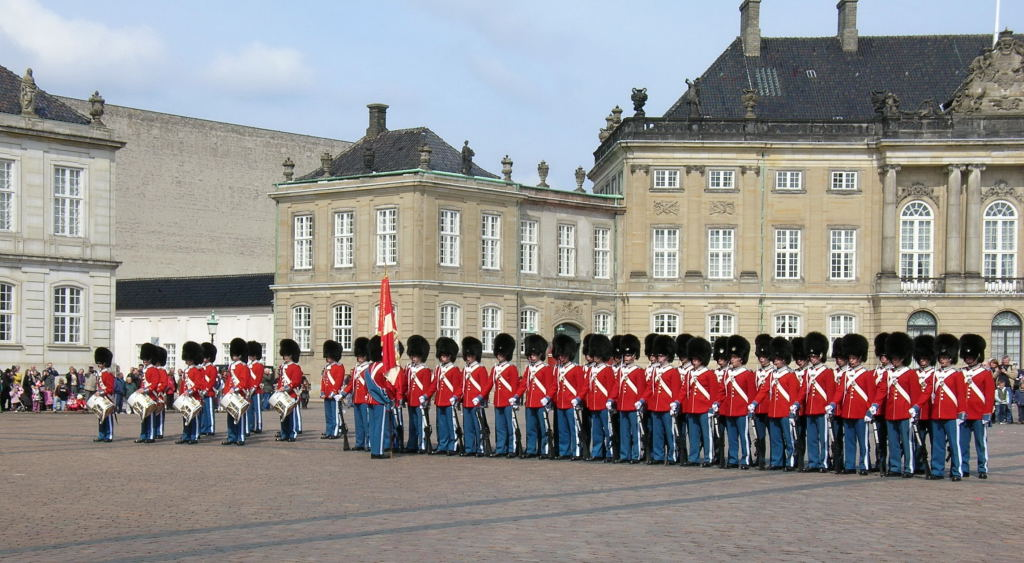
Das Tambourkorps der Königlichen Leibwache angetreten auf dem Schlossplatz Amalienborg zusammen mit der Leibgarde (2009)

Das Regiment setzt sich zurzeit aus zwei Bataillonen (bestehend aus vier Einsatzkompanien und einer Stabskompanie) zusammen:
- I. Bataljon: gegründet 1658, Panzergrenadiereinheit
- II. Bataljon: gegründet 1867, Ausbildungseinheit
- folgende Bataillone wurden im Rahmen einer Umgliederung 2005 aufgelöst:
  - III. Bataljon (gegründet 1923)
  - IV. Bataljon (gegründet 1961)
  - V. Bataljon (gegründet 2000)
  - VI. Bataljon (gegründet 2000)
  - VII. Bataljon (gegründet 2000)

Ferner gibt es folgende bataillonsunabhängige Verbände:
- Vagtkompagniet mit dem Livgardens Tambourkorps
- Livgardes Musikkorps
- Garnisonsstøtteelement

Das I. Bataljon ist der 1. Brigade, das II. Bataljon der 2. Brigade des dänischen Heeres unterstellt.
Das Regiment setzt sich aus Berufssoldaten und ungefähr 700 bis 800 Wehrpflichtigen zusammen, die aus allen Teilen Dänemarks stammen.

## Uniform
Die Uniform der Den Kongelige Livgarde veränderte sich im Laufe der Jahrhunderte. Ursprünglich waren sie hellrot, 1805 wurden blaue Hosen eingeführt und die heutige dunkelblaue Paradeuniform wurde seit 1848 getragen. Als Kopfbedeckung werden Bärenfellmützen genutzt, zusätzlich tragen die Gardisten symbolisch den Gardesäbel (dän.: Gardersabel), der nach dem Ersten Schleswig-Holsteinischen Krieg eingeführt wurde. Vorbild dieses Säbels war der französische Infanteriesäbel der Koalitionskriege.
1903 wurden olivfarbene Felduniformen eingeführt, die derzeit getragene Felduniform wurde 1984 eingeführt.